# إمي نتاكانت (ربيس)
إمي نتاكانت هو دُوَّار يقع بجماعة أنزي، إقليم تيزنيت، جهة سوس ماسة في المملكة المغربية. ينتمي الدوّار لمشيخة ربيس التي تضم 84 دوار. يقدر عدد سكانه بـ 63 نسمة حسب الإحصاء الرسمي للسكان والسكنى لسنة 2004.

## روابط خارجية
- البوابة الوطنية للجماعات الترابية
- المندوبية السامية للتخطيط